# Ryszard Prostak
Ryszard Prostak, né le 15 août 1957 à Wrocław, en Pologne, est un ancien joueur polonais de basket-ball. Il évolue durant sa carrière au poste de meneur.